# Brandon Walsh
Brandon Walsh (ur. w listopadzie 1975, w Minnesota) – jeden z głównych fikcyjnych bohaterów Beverly Hills, 90210, bliźniaczy brat Brendy. W serialu jego rolę odtwarza Jason Priestley.

## Życiorys
Brandon to typ nastolatka patrzącego poważnie na świat. Jego nauka w Beverly Hills przebiegała bez żadnych zastrzeżeń.
W 1 sezonie prowadzi samochód pod wpływem alkoholu, za co na jedną dobę trafia do więzienia. W 2 sezonie Brandon kupuje swój wymarzony samochód mustang cabriolet, który na początku był w złym stanie, nawiązuje też krótkotrwały romans z Emilly Valentine. Rozstają się, ponieważ Valentine wsypuje mu narkotyk do drinka, przez co Walsh traci do niej zaufanie.
W 4 sezonie, ryzykując swą przyjaźń z Dylanem, nawiązuje płomienny romans z Kelly Taylor, najlepszą przyjaciółką Brendy. Ich związek okazuje się burzliwy i pełen nieporozumień. Mimo to, w sezonie 8 para staje na ślubnym kobiercu. Ostatecznie ślub zostaje odwołany za zgodą obu stron. Brandon twierdzi, że nie jest jeszcze gotowy na małżeństwo, następnie zapisuje się do wojska w armii U.S.A. Pojawia się jeszcze w ostatnim odcinku 10 sezonu (a zarazem całego serialu) na ślubie Davida i Donny.

## Filmografia
Na podstawie danych IMDb.
- 1990–2000 Beverly Hills, 90210 – 244 epizody
- 1992 Nyhetsmorgon – 1 epizod
- 2001 E! True Hollywood Story- Beverly Hills 90210
- 2005 Family Guy Presents Stewie Griffin: The Untold Story (głos)